# Référendum facultatif
Le référendum facultatif est un mécanisme de la démocratie directe qui permet à la population de s'opposer à l'entrée en vigueur d'une nouvelle loi en la faisant soumettre à référendum si un nombre défini de citoyens en fait la demande. Ce mécanisme est utilisé, entre autres, en Suisse, au Liechtenstein et en Slovénie. 
Le terme de référendum facultatif est utilisé en opposition au référendum obligatoire, qui impose l'organisation d'un scrutin sans que la population ait à en faire la demande.

## Fonctionnement

### Suisse

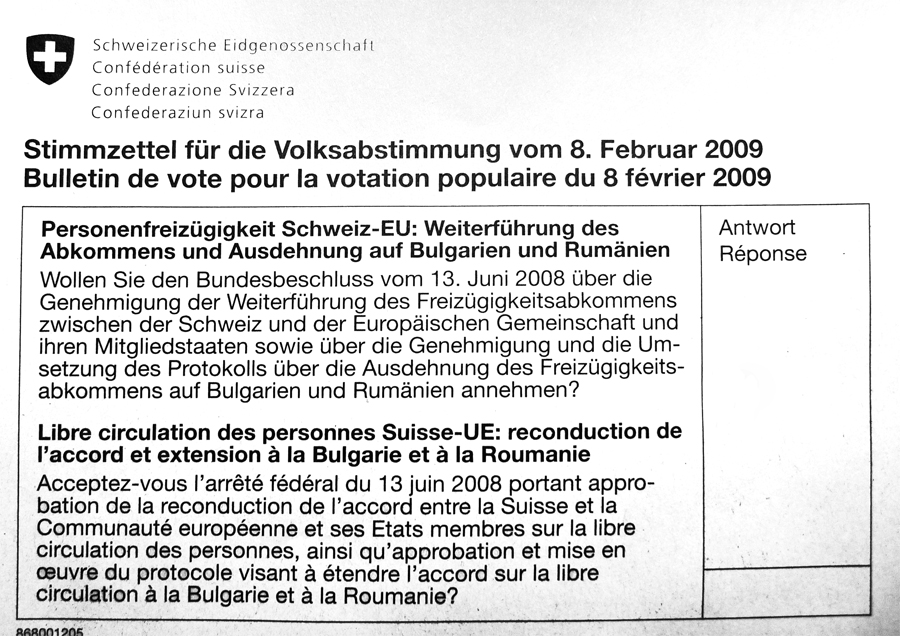
Un bulletin de vote fédéral d'un canton bilingue en 2009.

En Suisse, l'introduction et la révision des lois fédérales au sens formel sont sujettes au référendum. Lorsqu'une nouvelle loi ou une loi révisée est publiée dans la Feuille fédérale, tout citoyen opposé à son entrée en vigueur dispose d'un délai de cent jours pour récolter 50 000 signatures de citoyens suisses. Le cas échéant, la loi devra être soumise au référendum et n'entrera en vigueur que si la majorité des votants se prononce favorablement. La majorité des cantons n'est pas requise comme cela est le cas pour les initiatives populaires et certains référendums obligatoires.
La loi doit aussi être soumise au référendum si huit cantons en font la demande. Le seuil de huit cantons a été fixé en 1848 de manière à empêcher que les sept cantons du Sonderbund soient en mesure d'exiger seuls un référendum. Si personne ne demande le référendum ou si la récolte de signature échoue, la loi entre en vigueur sans référendum.
Tous les cantons suisses mettent également à la disposition de leurs citoyens l'outil du référendum facultatif et certains cantons suisses vont jusqu'à lui soumettre également, par les systèmes de référendum obligatoire ou facultatif, l'approbation de crédits spéciaux affectés à la réalisation de travaux publics (référendum financier). Il faut encore ajouter à cela le référendum constructif, existant à Berne et à Zurich par exemple, qui permet de ne pas s'opposer catégoriquement à une loi, mais de proposer une alternative aux points contestés du texte voté par le parlement. Les deux textes sont alors soumis au vote populaire et une question préférentielle permet de trancher si les deux sont acceptés.
La plupart des cantons campagnards pratiquent depuis très longtemps certaines formes de démocratie directe, comme la Landsgemeinde glaronaise qui existe au moins depuis 1275 et est toujours pratiquée aujourd'hui.
C'est durant les grands changements politiques suivant la Révolution française et l'Acte de Médiation que naîtront également en Suisse des aspirations à plus de libertés, notamment au travers de la « société suisse » puis dans la période appelée « régénération » qui suivit la révolution française de 1830. La constitution de 1848, instaurée par les mouvements radicaux après la guerre civile du Sonderbund, prévoyait un pouvoir représentatif et décentralisé qui ne convainquit que partiellement les partis vaincus. C'est ainsi qu'en 1874, lors de la première révision de la Constitution, fut ajouté le droit de référendum facultatif, qui permettait à la population de contrebalancer le pouvoir politique en place. 186 votations de ce type ont eu lieu jusqu'en 2018, soit 1,29 par an en moyenne. 106 lois votées par le parlement ont ainsi été abrogées sur la même période, soit 57 % du total.

### Liechtenstein
Dans le cadre de l'article 66 de la constitution, les citoyens du Liechtenstein peuvent se prononcer a posteriori sur les décisions adoptées par le parlement. Toute modification de la constitution, changement législatif, dépense unique nouvelle de plus de 500 000 francs suisses ou dépense annuelle nouvelle de plus de 250 000 francs suisses est concernée. 
Si 1000 signatures sont récoltées en 30 jours (1500 pour les modifications de la Constitution ou les traités internationaux), un référendum facultatif d'origine populaire est organisé et la décision du peuple est contraignante. 
Le parlement peut décider de lui-même de soumettre une telle décision à un référendum, qui est alors d'origine parlementaire, mais il n'y est jamais obligé par la loi. Contrairement au voisin suisse, le Liechtenstein ne connaît donc pas les référendums obligatoires dans certains domaines prédéfinis, notamment constitutionnels. 
De même que pour les initiatives, les communes peuvent avoir recours à un référendum facultatif si au moins trois d'entre elles en font la demande par une délibération unanime de leur assemblée communale dans le cas d'un projet de loi, ou au moins quatre dans le cas d'un amendement constitutionnel.

### Slovénie
En Slovénie, la réunion d'un minimum de 2 500 signatures est requise pour lancer le processus contre un projet de loi approuvé par l'Assemblée nationale. Les organisateurs doivent alors récolter au moins 40 000 signatures dans un délai d'un mois à partir de leur demande - soit en 2017 environ 2,3 % du total des électeurs inscrits sur les listes électorales. S'ils y parviennent, le gouvernement slovène a alors l'obligation d’organiser le référendum, dont le résultat est légalement contraignant. Néanmoins, pour être valable, un résultat négatif doit cumuler deux conditions : le total de voix pour le « Non » doit obtenir la majorité absolue des suffrages exprimés et atteindre le quorum de 20 % du total des électeurs inscrits sur les listes électorales.

### Dans le reste du monde
Fin 2018, quarante et un pays permettent l'un ou plusieurs de ces types de référendums d'origine populaire au niveau national sans nécessiter l'accord des autorités, dont dernièrement l'Arménie depuis 2015.

## Résultats des référendums

### Suisse
Source : Office fédéral de la statistique, « Votations – Nombre d'objets acceptés et rejetés ».
| Référendums facultatifs | 1848-1950 | 1951-1980 | 1981-2014 (nov.) | Total |
| ----------------------- | --------- | --------- | ---------------- | ----- |
| Acceptés                | 20        | 19        | 59               | 98    |
| Rejetés                 | 34        | 18        | 26               | 78    |
| Total                   | 54        | 37        | 85               | 176   |